# Idolotitas
Antiguamente, se llamaba idolotitas a las comidas ofrecidas a los ídolos y que enseguida se presentaban a los sacerdotes y los asistentes a la ceremonia para que se las comieran. 
Algunas veces, estos alimentos se vendían en la plaza pública y los cristianos se abstenían de comerla. Esta privación fue renovada varias veces en la primitiva iglesia. San Pablo aborda este tema en su primera carta a los Corintios [ICor, 8]. estableciendo que comer este tipo de viandas constituye un mal ejemplo para los débiles.